# Jout Jout
Julia Tolezano da Veiga Faria (Niterói, 14 de março de 1991), conhecida pelo apelido de Jout Jout, é uma vlogueira, escritora e jornalista brasileira. Em 2016 publicou seu primeiro livro, Tá Todo Mundo Mal, pela editora Companhia das Letras, que se tornou um dos mais vendidos do país.

## Biografia e Carreira
Julia Tolezano nasceu em Niterói, no Rio de Janeiro em 14 de março de 1991, onde se formou em jornalismo pela Pontifícia Universidade Católica do Rio de Janeiro (PUC-RJ). Jout Jout começou a gravar vídeos para o YouTube em 2014 com a intenção de perder o medo das críticas, e em 2015 estourou com o vídeo 'Não tira o batom vermelho", onde aborda sobre relações abusivas e questões feministas. No mesmo ano, Julia e outros YouTubers participaram de uma campanha da marca de telefonia Vivo, e após as polêmicas com a operadora sobre limite de internet e cobrança dos fãs, Julia lançou um vídeo em seu canal explicando não fazer parte da decisão da Vivo.
Em 2016 lançou seu primeiro livro intitulado "Tá Todo Mundo Mal", participou da Bienal do Livro e foi uma das estrelas da campanha publicitária promovida pelo Youtube Novos Tempos, Novos Ídolos, no mesmo ano mudou-se para São Paulo. Júlia se declara abertamente feminista.
Em 2018, Júlia lançou um novo vídeo que se tornou viral, a leitura na íntegra do livro "A parte que falta" de Shel Silverstein acumulou mais de 2 milhões de visualizações em três dias, disparando o número de inscritos no canal e tornando-se o vídeo mais assistido da YouTuber. O livro lido por Jout Jout também disparou nas livrarias do Brasil, tornando-o o livro mais vendido durante vários dias, tal feito foi analisado por psicólogos no Brasil, e reforça o poder dos digital influencers no Brasil. No mesmo ano, a youtuber ganhou um quadro fixo no programa Saia Justa do canal GNT, no qual a influencer envia vídeos que são posteriormente discutidos pelas apresentadoras do programa.
Em 2020, Júlia deu uma pausa em seu canal no YouTube. Durante o período, foi uma das embaixadoras no Brasil do programa YouTube Creators For Change que discute a educação de meninas, coordenado pela ex-primeira dama dos Estados Unidos, Michelle Obama. No mesmo ano, JoutJout foi uma das mediadoras do documentário "Um Crime Entre Nós" do canal GNT, que denuncia a exploração sexual infantil no país. O documentário ainda conta com nomes como Dráuzio Varella e Luciano Huck.
Com a fama, Jout Jout já foi entrevistada por vários apresentadores, tais como Jô Soares, Pedro Bial e Serginho Groisman, além de ter aparecido na retrospectiva 2016 do Youtube.

## Filmes e programas de TV
| Ano           | Título             | Nota                                   | Ref.   |
| ------------- | ------------------ | -------------------------------------- | ------ |
| 2018–presente | Saia Justa         | Programa do canal GNT. Quadro fixo.    | [ 15 ] |
| 2020          | Um Crime Entre Nós | Documentário do canal GNT. Jornalista. | [ 17 ] |

## Música
| Ano  | Título            | Nota                                                           |
| ---- | ----------------- | -------------------------------------------------------------- |
| 2015 | Funk do Cajado    | Especial de 1 ano do canal, baseado no vídeo "Jout Jout Rural" |
| 2015 | Funk do Biscoito  | Lançamento da música no Spotify junto com o Funk do Cajado     |
| 2015 | Funk das Entradas | Música de Ano Novo                                             |
| 2016 | Funk do Zodíaco   |                                                                |

## Prêmios e indicações
| Ano  | Prêmio                           | Categoria                      | Resultado | Ref.   |
| ---- | -------------------------------- | ------------------------------ | --------- | ------ |
| 2016 | Meus Prêmios Nick                | Youtuber Feminina Favorita     | Indicado  | [ 22 ] |
| 2016 | Grande Prêmio Risadaria de Humor | Melhor Vlog Cômico             | Indicado  | [ 23 ] |
| 2017 | Prêmio Geração Glamour           | Geração Glamour                | Venceu    | [ 24 ] |
| 2019 | Prêmio Influenciadores Digitais  | Comportamento e Estilo de Vida | Venceu    | [ 25 ] |
| 2019 | MTV Millennial Awards Brasil     | #PQMULHER                      | Indicado  | [ 26 ] |